# Catherine Ardagh
Catherine Ardagh (née le 20 septembre 1982) est une femme politique irlandais qui occupe depuis mai 2016 le poste de chef de l'opposition au sein du Seanad et le chef du parti Fianna Fáil au sein du Seanad. Elle siège au panel de l'industrie et du commerce depuis avril 2016.
Elle a été au conseil municipal de Dublin de 2009 à 2016,. Catherine est la fille de l'ancien député Seán Ardagh.

### Sources
- (en) Cet article est partiellement ou en totalité issu de l’article de Wikipédia en anglais intitulé « Catherine Ardagh » (voir la liste des auteurs).